# Absurda
Pour plus de détails, voir Fiche technique et Distribution.
Absurda (également intitulé Scissors) est un court métrage réalisé par David Lynch et présenté au Festival de Cannes 2007, en ouverture du film My Blueberry Nights de Wong Kar-wai. Le film dure environ deux minutes et demie. Il utilise une imagerie onirique, avec des visuels fixes représentant une salle de cinéma et un écran où sont projetées des images cauchemardesques,. Le film fait partie de l'anthologie Chacun son cinéma et est une commande du Festival de Cannes (Chacun son cinéma: une déclaration d’amour au grand écran), invitant les réalisateurs à produire un court métrage reflétant leur état d'esprit inspiré par le cinéma. David Lynch a ajouté le film à sa chaîne YouTube en 2020.

## Synopsis
Quatre personnes (dont on n'entend que les voix) entrent dans un cinéma, s'attendant à voir un film sur la danse, mais ne voient qu'une grande paire de ciseaux suspendue en l'air qui sort de l'écran de projection. On leur montre ensuite à l'écran une vaste salle, avec au fond à gauche une machine indistincte et une porte qui s'ouvre : apparaissent un homme qui se tient au fond, puis les images d'une femme vêtue de rose et de chaussures de ballet, que le groupe identifie comme l'une d'entre eux, Cindy, et d'un homme au visage ensanglanté, que le groupe identifie comme un autre d'entre eux, Tom. L'homme au fond de la grande salle explique que les ciseaux sont « ce qui a été utilisé » et que Tom est « celui qui l'a fait ». Tom nie être celui à l'écran. Les ciseaux réapparaissent et se mettent en mouvement alors que Cindy est effrayée par la façon dont Tom la regarde. Une agitation s'ensuit et les hurlements de Cindy retentissent, la scène projetée est envahie de fumée alors que les autres crient à Tom d'« arrêter ». Cindy réapparaît alors à l'écran, dansant le ballet, et on entend sa voix : « Alors, je suis allée danser. J'ai toujours aimé danser. »